# بقسماط (مسحوق الكعك)
البقسماط أو البشماط  أو قرشلة أو فتات الخبز (بالإنجليزية: Breadcrumbs)‏ هو مسحوق كعك البقسماط أو الخبز المقرمش الذي يوضع على الدجاج قبل القلي. ويكون بالعادة مخلوطاً بالملح والبهارات.

## استعمالاته
يستعمل عادة في تتبيل قطع الدجاج أو اللحم، حتى تصبح بروستاً أي مقرمشًا ومحمرًا بعد القلي. كما يدخل في عمل الكفتة للمساعدة على تماسك اللحم المفروم وكذلك في تتبيل الخبز وإعطائه نكهة إضافية، ويستعمل أيضًا بعد خلطه مع البيض المسلوق كطعام صحي لطيور الزينة.